# 하이포아질산
하이포아질산(hyponitrous acid)은 화학식이 H2N2O2인 화합물이다. 불안정하여 약한 충격에도 폭발하여 취급에 주의가 필요하다.

## 준비
Ag
2N
2O
2 + 2 HCl → H
2N
2O
2 + 2 AgCl